# Villalibado
Villalibado  es una localidad perteneciente al municipio burgalés de Villadiego, comunidad autónoma de Castilla y León (España), en la comarca de Odra-Pisuerga.

## Datos generales

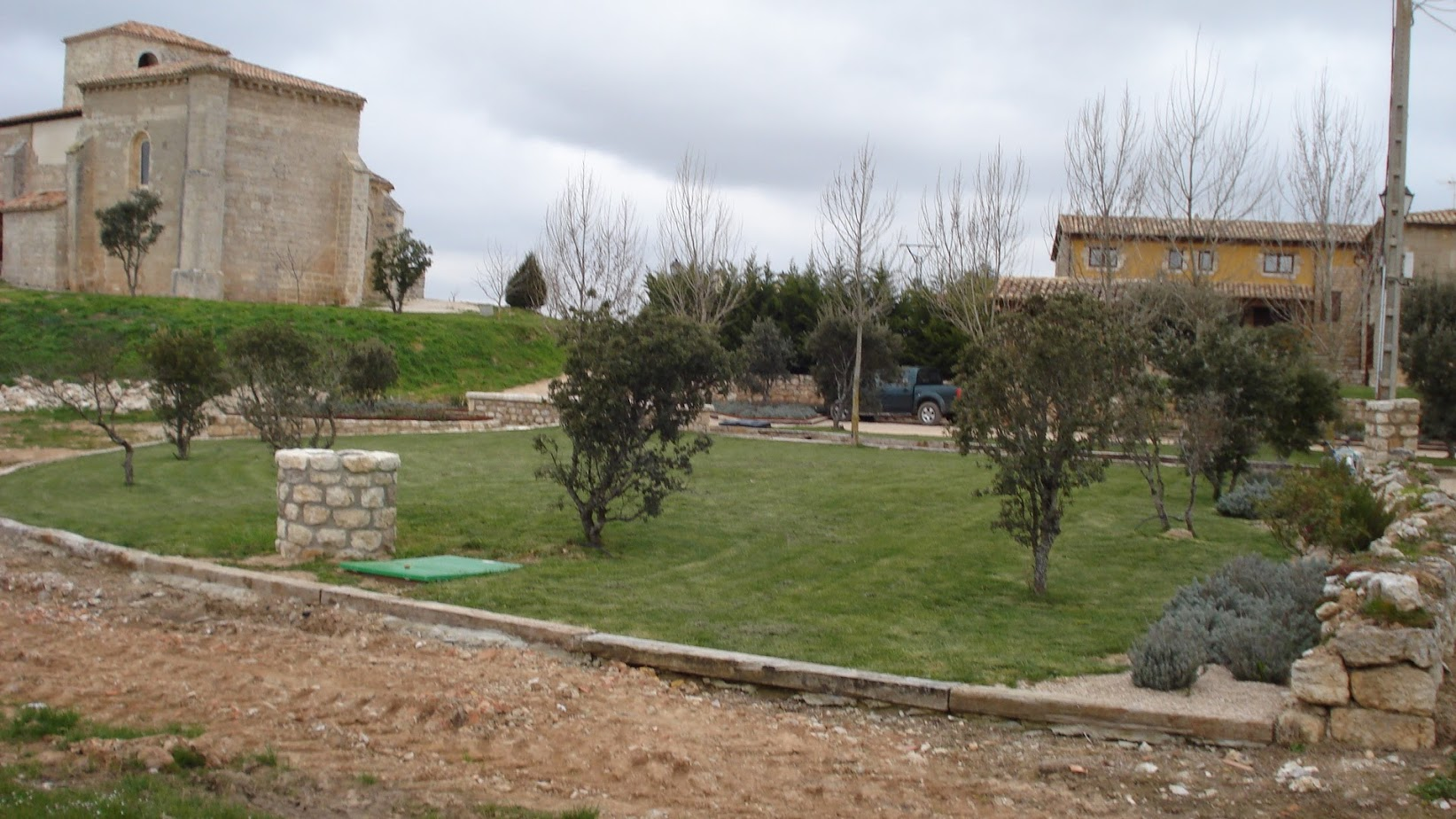
jardín en villalibado

Situado a 3 km al este de Villadiego y a 1,2 de la localidad de Arenillas de Villadiego. De la carretera autonómica BU-601, a pocos metros de casco urbano de Arenillas, parte un ramal que, cruzando el río Brullés por un puente de piedra, lleva a Villalibado. Está a 600 m de la margen izquierda del río Brullés.
Linda con el término del municipio de Las Hormazas.
Se trata de una Entidad Local Menor, cuyo alcalde pedáneo es José Alonso Manjón.

## Toponimia
Villalibado aparece citado por primera vez en 1192, con la denominación de Billarivaldo. Por tanto recibiría, presuntamente, el nombre de su repoblador, Rivaldo.

## Prehistoria
En la zona media alta de una loma que desciende hacia el arroyo Valdealba hay un yacimiento arqueológico donde aparecieron, de forma escasa y concentrada, cerámicas realizadas a mano, restos de industria de sílex y un fragmento de un hacha pulimentada. Parece ser un emplazamiento puntual. Al ser el material hallado poco representativo, no se ha podido establecer una atribución cultural concreta dentro de la prehistoria reciente.

### Edad Media
Aparece citado por primera vez en 1192 en la carta fundacional del monasterio Santa Cruz de Valcárcel. En ella se mencionan la dotación de algunas heredades en el denominado, en aquel documento, Billarivaldo.
En 1200 aparece en documentos del monasterio de Oña en unas permutas de bienes. En uno de ellos, en una permuta con un matrimonio, la abadía, a cambio de un huerto, da al matrimonio illo solares quos habemus Uillariualdo in barrio Sancti Martini iusta domos de Pedro Ferrandez, et ex alia parte est uia que uadit ad fontem.
En 1211, el 26 de noviembre, Alfonso VIII concede al Hospital del Rey de Burgos distintos lugares, entre ellos Villa Erivaldo.
En el Libro Becerro de las Behetrías, 1352, aparece citado como Villa Rinaldo, y sus señores naturales eran los hijos de Ruy Fernández de Tovar, Nuño de Vizcaya, Pedro de Haro y los nietos de Juan Alfonso de Arnillas, debiendo pagar además todos los años ciertos impuestos a Pedro Ruiz de Villegas.
En el censo de la Merindad de Villadiego, de la época de Felipe II, que se guarda en la Real Biblioteca de San Lorenzo de El Escorial, consta que Villalibado tenía 39 vecinos.

### Edad Moderna
Según el Catastro de Ensenada, en 1752 tenía 12 vecinos y 4 viudas, con 40 casas, 20 habitables y 20 inhabitables.
Se trata de un lugar que formaba parte de la Cuadrilla de Olmos en el Partido de Villadiego, uno de los catorce que formaban la Intendencia de Burgos durante el periodo comprendido entre 1785 y 1833. Según el Censo de Floridablanca de 1787 era jurisdicción de señorío, siendo su titular el duque de Frías, que nombraba alcalde pedáneo a propuesta del adelantado.
Cuando era un municipio de Castilla la Vieja recibía la denominación de Villalivalo, del partido de Villadiego. En el censo de 1842 contaba con 11 hogares y 32 vecinos.
Madoz lo describe a mediados del siglo XIX como un lugar con ayuntamiento en la provincia, audiencia territorial, capitanía general y diócesis de Burgos. Partido judicial de Villadiego. Situado en una pequeña altura. Reinan con frecuencia los vientos del norte. Clima frío. Tiene 20 casas. Escuela de instrucción primaria. Iglesia parroquial (la Transfiguración del Señor), servida por un cura párroco. El término confina al norte con Villaute, al este con Tobar, al sur con Castromorca y al oeste con Arenillas. Terreno de mediana calidad. Le cruzan varios caminos locales. Produce cereales, legumbres y lino. Cría ganado lanar y vacuno. Pesca de [Cangrejo_de_río#España|cangrejos]]. Población: 11 vecinos, 32 habitantes. Contribución 1 317 reales con 17 maravedíes.
De acuerdo con el censo de 1857 el municipio el Villalibado se extingue, incorporándose al de Arenillas de Villadiego.
Entre el censo de 1857 y el anterior, este municipio desapareció al integrarse en el municipio de Arenillas de Villadiego. A su vez, el municipio de Arenillas de Villadiego, que incluía a Villalibado, se extingue en 1970 y se incorpora al de Villadiego.
En el siglo XXI, con el pueblo prácticamente despoblado y en vías de desaparición por ruina, la iniciativa privada inicia un proceso de recuperación y reconstrucción de diversos edificios. Se realiza respetando la arquitectura tradicional y popular, asociándola a avances en bienestar, domótica e interiorismo modernos. En 2014 este proyecto sigue adelante. Además, se consigue parar y revertir el proceso de ruina de la iglesia.

## Patrimonio y otros edificios
Iglesia de El Salvador o de la Transfiguración del Señor Ubicada en un alto que domina el páramo. Depende eclesiásticamente de la parroquia de Boada en el Arcipestrazgo de Amaya, diócesis de Burgos. De su pasado románico conserva la cabecera, hoy convertida en capilla, así como la fachada norte y parte del hastial occidental. En el ábside hay una ventana con capiteles zoomorfos. Tiene impostas ajedrezadas. Canecillos antropomorfos, geométricos y modillones de rollo en el ábside. Capiteles en otra ventana del muro oeste. En el muro sur quedan dos arcos de medio punto. El ábside románico, que tiene una ventana saetera románica, fue transformado en sacristía. Tiene una capilla adosada. Torre de base cuadrada.
Las campanas de la iglesia, de nombres Cleofé y María Salomé se encuentran, la una en Villanueva de Odra y la otra, tal vez, en Villadiego.
En 2001 se iniciaron los trámites para proceder la recuperación del edificio que se encontraba en un estado previo a la ruina, con derrumbes. Los trabajos de recuperación y consolidación del edificio se llevaron a cabo en los años sucesivos. Actualmente está restaurada.

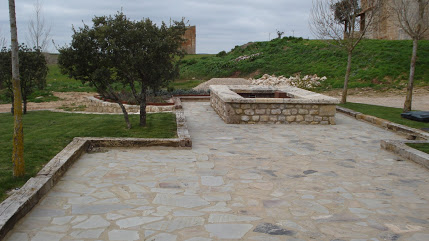
fuente que hay en el jardín del pueblo

Retablo mayor de la iglesia de El SalvadorSe compone de 39 relieves y 21 tallas de bulto. Se conserva, en depósito, en el Museo Diocesano de Burgos.
Pila bautismalDe estilo gótico, reproduce la escena de San Juan Bautista en el río Jordán. Se encuentra, en depósito, en la iglesia de la Inmaculada de Burgos.
El TorrejónTorre medieval. Incluido en el conjunto de edificaciones de una antigua casa solariega del siglo XVII, con sus anexos. Forma parte de la Ruta de los Torreones.
```

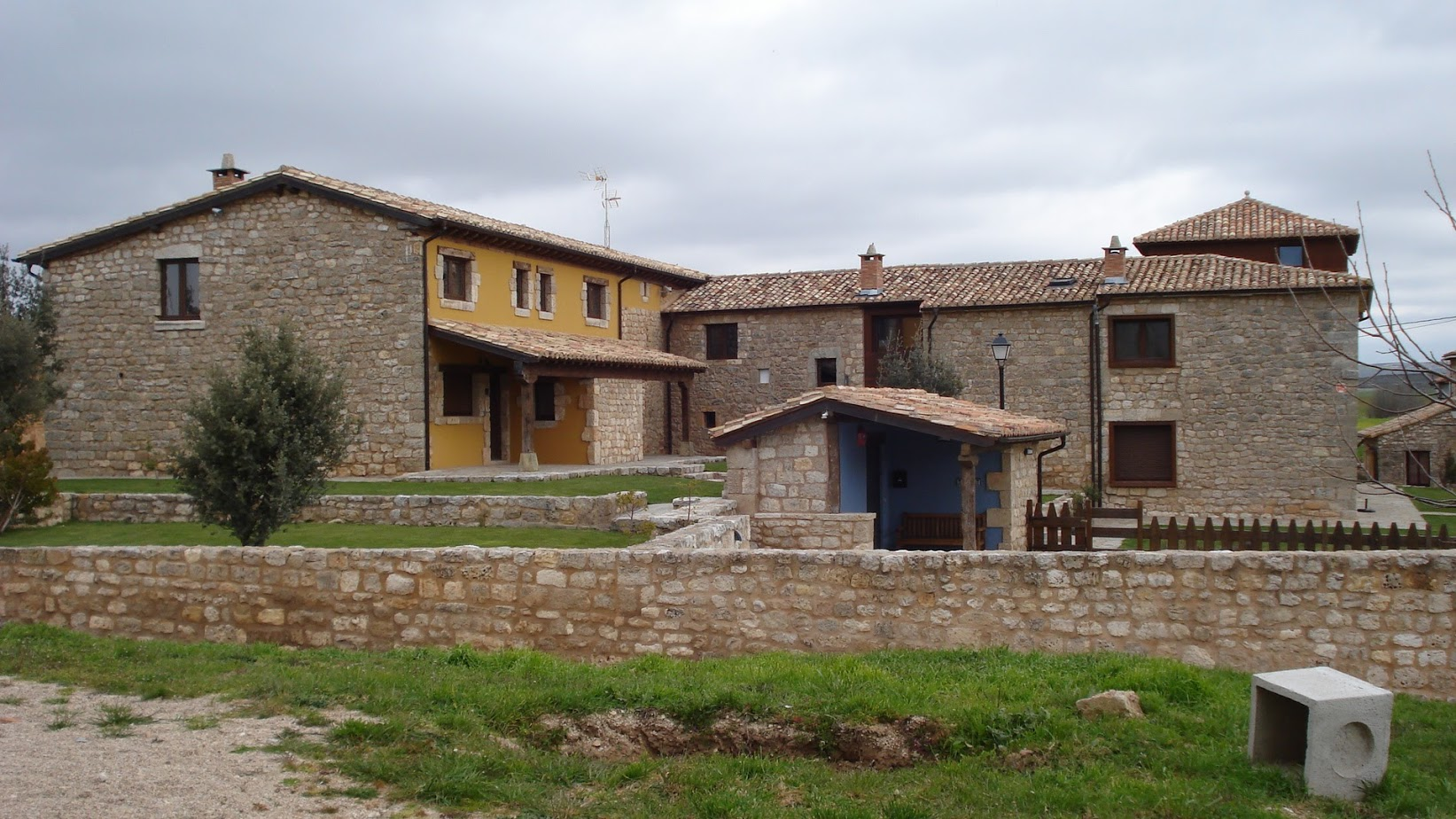
casas rurales en villalibado

 Este Torreón forma hoy parte de un conjunto de casas rurales denominadas LAS SIETE DE VILLADIEGO, conjunto de siete casas destinadas al turismo rural. Los dueños de estas están arreglando casi todo el pueblo, como se ve en las fotos
```

Estela medieval
Inventariada con la referencia 09-427-0026-01. Estaba insertada en un murete situado enfrente de una vivienda. Este elemento no ha sido localizado, pudiendo encontrarse en paradero desconocido. Discoide con vástago. Cruz griega en el anverso y roseta en el reverso. Ø 43 cm, altura 75 cm.
Fuente abovedadaUbicada en el nacimiento del arroyo Bao. Arco de medio punto, con una boca de un metro de ancho. Sillares de caliza. Muros laterales y pila. Está excavada por debajo del nivel del suelo. Según la tradición, fue construida por los franceses. El posible origen de esta fuente románica está muy ligada al origen también de la antigua iglesia románica, originaria del siglo XII, de la cual hoy aún se conservan algunos elementos significativos, tales como el ábside de la iglesia, canecillos ornamentales, dos arquillos, restos de un pórtico y una ventana de gran valor artístico, embutida en la una de las paredes de la actual torre rectangular. La fuente, la primitiva iglesia, el puente sobre el río Brullés y dos pozos con brocal de sillería, nos recuerdan los orígenes de este pueblo burgalés.

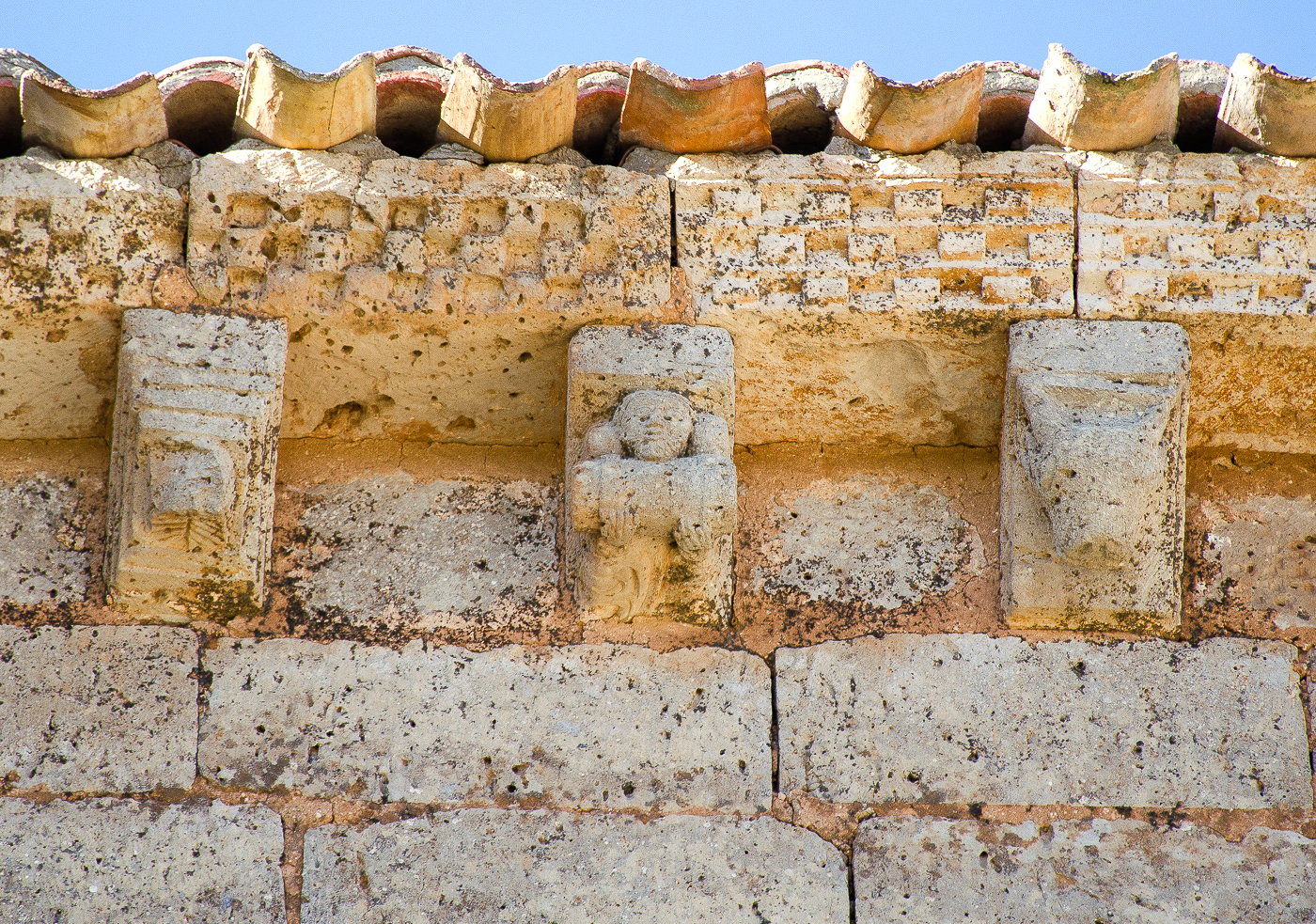
Dolio (instrumento musical). Canecillo del centro

.

## Despoblados
En el término de ValdealbaLa tradición oral recoge la existencia de este despoblado, que atribuye su desaparición a la francesada. Se ha hallado gran cantidad de materiales constructivos y cierta cantidad de material cerámico.

## Ocio
Festividad de San Salvador6 de agosto.
Coto de caza menorNúmero BU-10114. Constituido el 28/09/1981. Superficie de 640 ha.
Sendero Los TorreonesSeñalizado. 16 km. Desnivel acumulado 230 m.
Ruta BTT Las LorasSeñalizada.  39,8 km. Desnivel acumulado 460 m.

## Literatura
- Villalibado:A la memoria de un Pueblo. José Alonso Manjón.